# Dance Central 2
Dance Central 2 é um jogo de dança, desenvolvido pela Harmonix Music Systems e publicado pela Microsoft Game Studios para Xbox 360. O jogo é uma sequência de Dance Central. Dance Central 2 foi anunciado oficialmente na E3 2011 durante a Coletiva de Imprensa da Microsoft.
Em dezembro de 2022, a Epic Games – proprietária dos estúdios Harmonix desde 2021 anunciou que os servidores e todos os serviços online seriam desligados em 24 de janeiro de 2023.

## Gameplay
Novos recursos para a jogabilidade de 'Dance Central 2' incluem dois jogadores em modos simultaneos: cooperativo e competitivo, com possibilidade de entrada e saída de jogadores durante a música, um melhor e mais aprofundado "Modo Break it Down", E agora com "modo campanha" com "equipes de dança" compostos de personagens novos e antigos